# Pascale Fourier
Pascale Fourier est une journaliste et animatrice de radio française.

## Biographie
Elle présente l'émission Des Sous... et des Hommes diffusée le mardi de 9h30 à 10h d'août 2001 à juillet 2008 sur AligreFM, radio associative de la bande FM parisienne (93,1 MHz). À l'origine, cette émission donne la parole à des économistes hétérodoxes, mais elle recevait également des sociologues, des politologues, des journalistes, et des animateurs du mouvement social.
Elle présente jusqu'en 2009 l'émission "J'ai dû louper un épisode…", une tentative de « journalisme engagé de recherche ».
C'est une personnalité de gauche, auteur d'un appel au Parti socialiste, qui avait dénoncé ce qu'elle considérait comme une sur-représentation des émissions appelant à voter "Oui" au référendum sur l'Europe[réf. nécessaire].
Retirée du milieu du journalisme, Pascale Fourier est agrégée de lettres classiques et enseignante en milieu scolaire[réf. nécessaire]. 
Elle anime un blog sur Mediapart.